# RISC (біологія)
RISC (англ. RNA-induced silencing complex — комплекс індукованого РНК заглушення (експресії генів)) — комплекс білків, задіяний у РНК-інтерференції. RISC утворюється з короткої некодуючої РНК (мікроРНК або міРНК) та білка-аргонавта. Зв'язуючись частково комплементарно з мРНК, RISC пригнічує її трансляцію та призводить до пришвидшення її деградації.

## Структура
Під терміном «RISC» часто розуміють рибонуклеопротеїн, який складається з діючого ланцюга мікроРНК (або іншої малої інтерференційної РНК) та білка з родини AGO (так звані «аргонавти»). Іноді до складу RISC включають усі допоміжні білки, що сприяють пригніченню трансляції або деаденілюванню мРНК.

## Функція
Функцією RISC є зв'язування з мРНК та пригнічення її трансляції, що призводить до зниження кількості непотрібного клітині білка. Спеціальний білок GW182 приєднується до основного комплексу RISC для запуску взаємодії з білковим комплексом CCR4–NOT, який здійснює відщеплення поліаденілового хвоста від мРНК, що пришвидчує її руйнування.
Крім того, комплекс CCR4–NOT може діяти й іншими шляхами, запобігаючи трансляції без деаденілювання. Зокрема він може взаємодіяти з РНК-геліказою DDX6, яка розкручує мРНК під час трансляції та сприяє відщепленню захисного кепу від неї.

## Відкриття
Вперше наявність комплекса RISC, який може пригнічувати трансляцію як в клітині, так і в безклітинній системі in vitro, показали американські біологи в своїй роботі на лінії дрозофіли, опублікованій у журналі Nature 2000 року.